# Пајчин
Пајчин је српско презиме, патроним од Пајо, само по себи умањеница од Павле. Породица Пајчин живи у Губину, Босна и Херцеговина. Може се односити на:
- Мирко Пајчин (рођен 1966), познат као „Баја Мали Книнџа“, српски народни певач.
- Ксенија Пајчин (1977–2010), српска поп певачица.
- Лазо Пајчин (1972–2022), српски текстописац, певач и композитор.